# Delegación de Itata
| Delegación de Itata      | Delegación de Itata |
| ------------------------ | ------------------- |
| Cabecera:                | Villa de Quirihue   |
| Cabildo o Municipalidad: | - Quirihue          |
| Ubicación                |                     |
|                          |                     |

Delegación de Itata es una división territorial de Chile. Corresponde al antiguo Partido de Itata, que con la Constitución de 1823, cambia de denominación.
Su cabecera estaba en la Villa de Quirihue, ubicado a orillas del río Itata. 
Con la ley de 30 de agosto de 1826, que organiza la República, integra la nueva Provincia de Maule. 
Con la Constitución de 1833, pasa a denominarse Departamento de Itata

## Límites
La Delegación de Itata limitaba:
- Al Norte con la Delegación de Cauquenes
- Al Este con la Delegación de San Carlos
- Al Sur con el río Itata y la Delegación de Coelemu.
- Al Oeste con el Océano Pacífico